# رقص باله

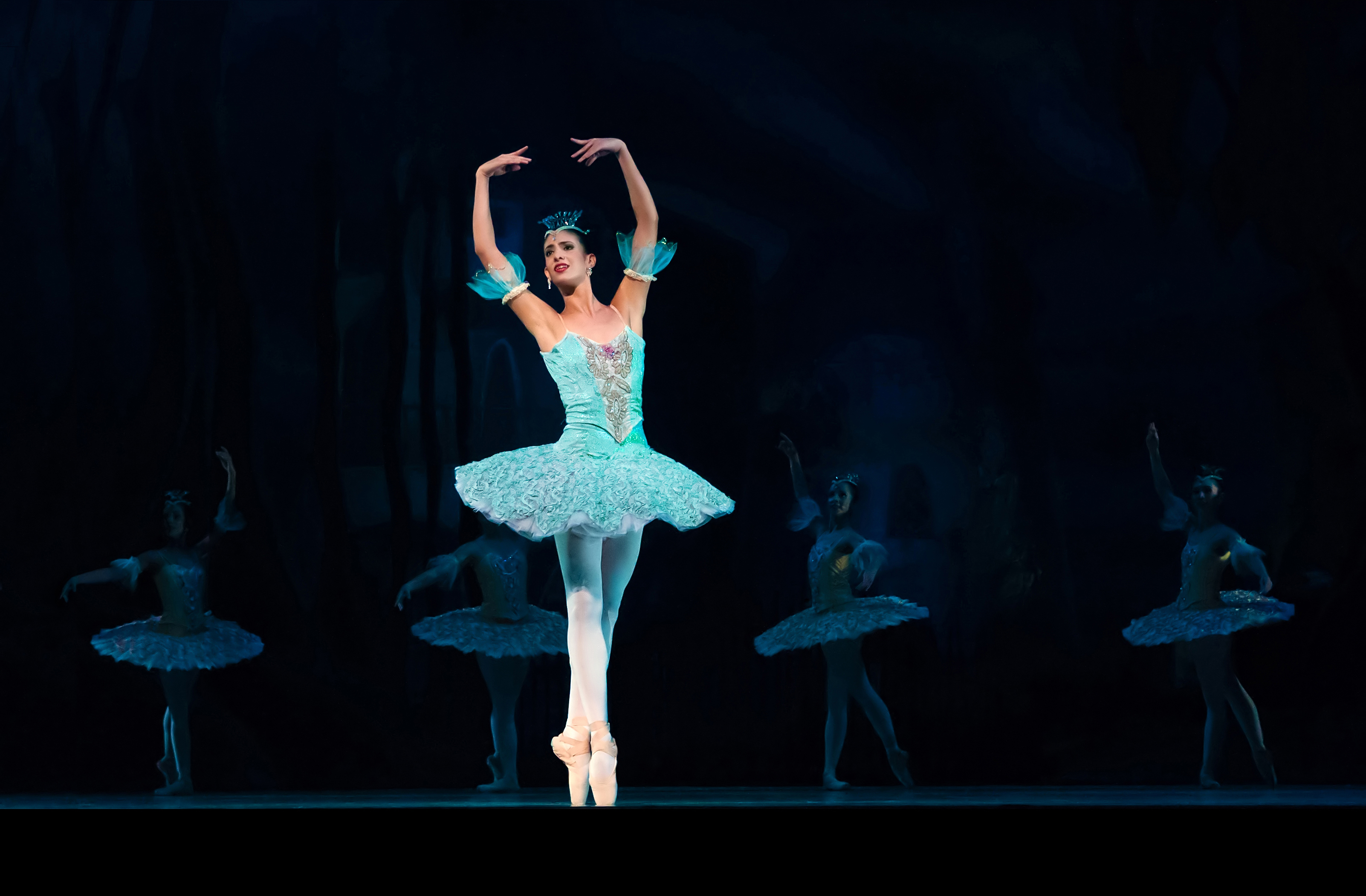
اجرای یک بالرین در پرده‌ای از بالهٔ دُن کیشوت.

بالِه (به فرانسوی: Ballet) نوعی رقص صحنه‌ای است. این رقص پر جنب‌وجوش، نیاز به اندازهٔ بالایی از ورزیدگی و انعطاف پذیری بدنی رقصنده دارد.
با وجود اصالت این هنر در فرهنگ کشورهای گوناگون، احتمال دارد که باله به ایتالیای دوره رنسانس برگردد. اما در فرانسه و روسیه بود که باله فرم و شکل امروزی را به خود گرفت. واژگان و نام حرکت‌ها در رقص باله به زبان فرانسه است.

## انواع رقص باله
- باله رومانتیک
- باله کلاسیک
- باله نئوکلاسیک
- باله مدرن (معاصر)[۴]

مدرسه های باله در سراسر جهان در فرهنگ های مختلف و با متد های مختلف، رقصندگان را برای ورود به کمپانی های رقص آماده میکنند. تکنیک کلی حرکات در باله همواره یکی است اما تفاوت‌های بسیار جزئی در هر کدام از متدها قابل مشاهده است. متدهای زیر از معروف ترین آنها در باله کلاسیک هستند:
- مدرسه فرانسوی
- واگانووا (Vaganova method)  استایل روسی
- Cecchetti method استایل ایتالیایی
- آکادمی رویال (RAD) استایل انگلیسی
- Balanchine (استایل آمریکایی)[۵]

## باله کلاسیک
این نوع از رقص باله از سنت ها و قوانین مشترک و سختگیرانه پیروی میکند و نیازمند استفاده از وسایل خاص مثل کفش پوینت(pointe shoes) یا فلت(flat shoes) دامن های توتو (tutu) و لباس های خاص می باشد. تکنیک رقص باله کلاسیک بر اساس پنج موقعیت در پاها و موقعیت های مختلف دست ها بنا شده. همچنین استفاده از اصل ترن اوت (turnout) (چرخش همیشگی پاها به سمت بیرون) و aplomb (تعادل و ثبات) بسیار حیاتی است. تسلط کامل بر همه حرکات و تک تک عضلات بدن به علاوه استفاده از این تکنیک ها، همچنین استقرار، هم ترازی، احساس و انعطاف‌پذیری برای تبدیل شدن به یک رقصنده باله کلاسیک مهم است.

## رده‌بندی رقصندگان باله

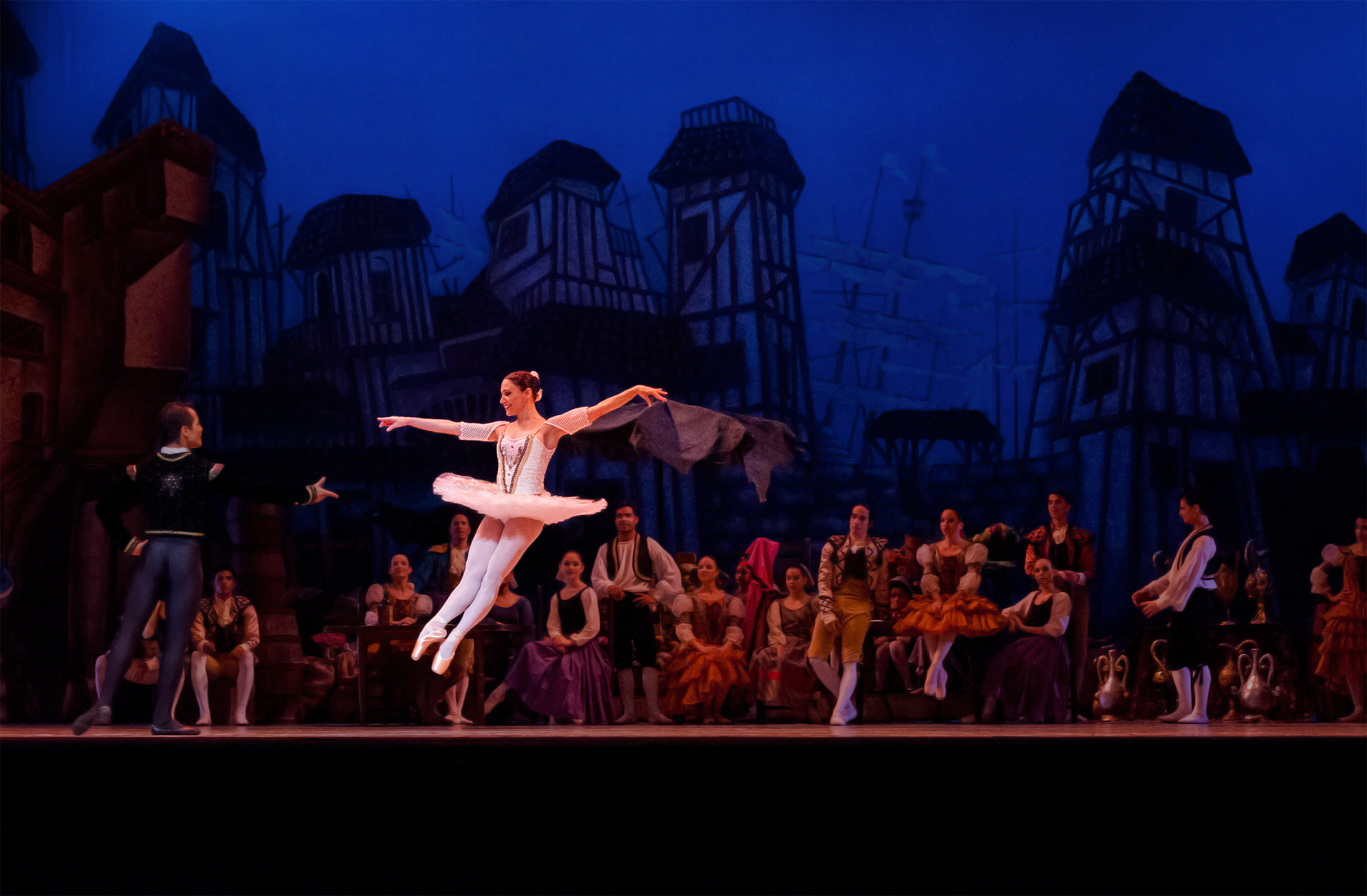
صحنه‌ای از یکی از پرده‌های باله دُن کیشوت در تئاتر ترسا کارنو در کاراکاس.

تعادل در باله اهمیت محوری دارد.

رقصندهٔ مؤنث این رشته آکادمیک را بالِرین گویند. با تلفظ bālerin (به فرانسه ballerine) که در زبان فارسی به‌صورت bālerian درآمده‌است. رقصنده مذکر باله تنها رقصنده خوانده می‌شود.
در یک سازمان یا کمپانی باله رقصندگان به درجات مختلفی از تخصص در تکنیک و اجراء تقسیم می‌شوند بدین ترتیب:

### رقصندگان زن و مرد
- رقصنده کر
- نیمه‌تک‌رقصنده
- تک‌رقصنده
- تک‌رقصنده ممتاز
- تک‌رقصنده ستاره

### تنها رقصندگان زن
- بالرین که می‌توان به همه رقصندگان زن باله اطلاق کرد
- پریما بالرینا که برابر تک‌رقصنده ممتاز است
- پریما بالرینا اسولوتا که برابر تک‌رقصنده ستاره است

## باله در دنیا
از مراکز مشهوری که به نمایش آثار باله در تاریخ اختصاص داشته‌است می‌توان باله بولشوی (تالار بولشوی) و باله مارینسکی در روسیه، باله ملی پاریس و باله ملی انگلستان را نام برد.
امروزه بسیاری از کشورها دست‌کم یک سازمان ملی باله برای به نمایش درآوردن برترین استعدادهای خویش دارند.
از ایزادورا دانکن، بالرین فرانسوی - آمریکایی به عنوان مادر رقص مدرن یاد می‌شود.

## باله در ایران
سرکیس جانبازیان را (که تحصیلکرده لنینگراد بود) را به‌عنوان پدر باله ایران یاد می‌کنند. هنر باله در ایران نیز پس از انقلاب روسیه به وسیله شهروندان ارمنی تباری که سرکیس جانبازیان در صدر آنان قرار داشت رواج یافت. علاوه بر جانبازیان دو مهاجر ارمنی دیگر، مادام یلنا آودیسیان و مادام کرنلی نیز نقش‌های اصلی و تعیین‌کننده‌ای در معرفی هنر باله به جامعه فرهنگی و هنری ایران آن زمان داشتند. با اینحال روس‌ها در زمان قبل از کمونیسم در قزوین سالن باله تأسیس کرده بودند که امروزه عمارت شهرداری قزوین است. اولین کمپانی دولتی باله در ایران در سال ۱۹۶۹ بنام سازمان باله ملی ایران افتتاح شد که تا انقلاب سال ۵۷ در سطحی بین‌المللی فعال بود.
پس از انقلاب ۱۳۵۷ در ایران باله از نظر شرعی حرام و تاریخ آن مختوم گشت. سازمان باله ملی ایران بعد از دو دهه سرانجام در سال ۲۰۰۲ در کشور سوئد از نو گشایش یافت.

## نگارخانه

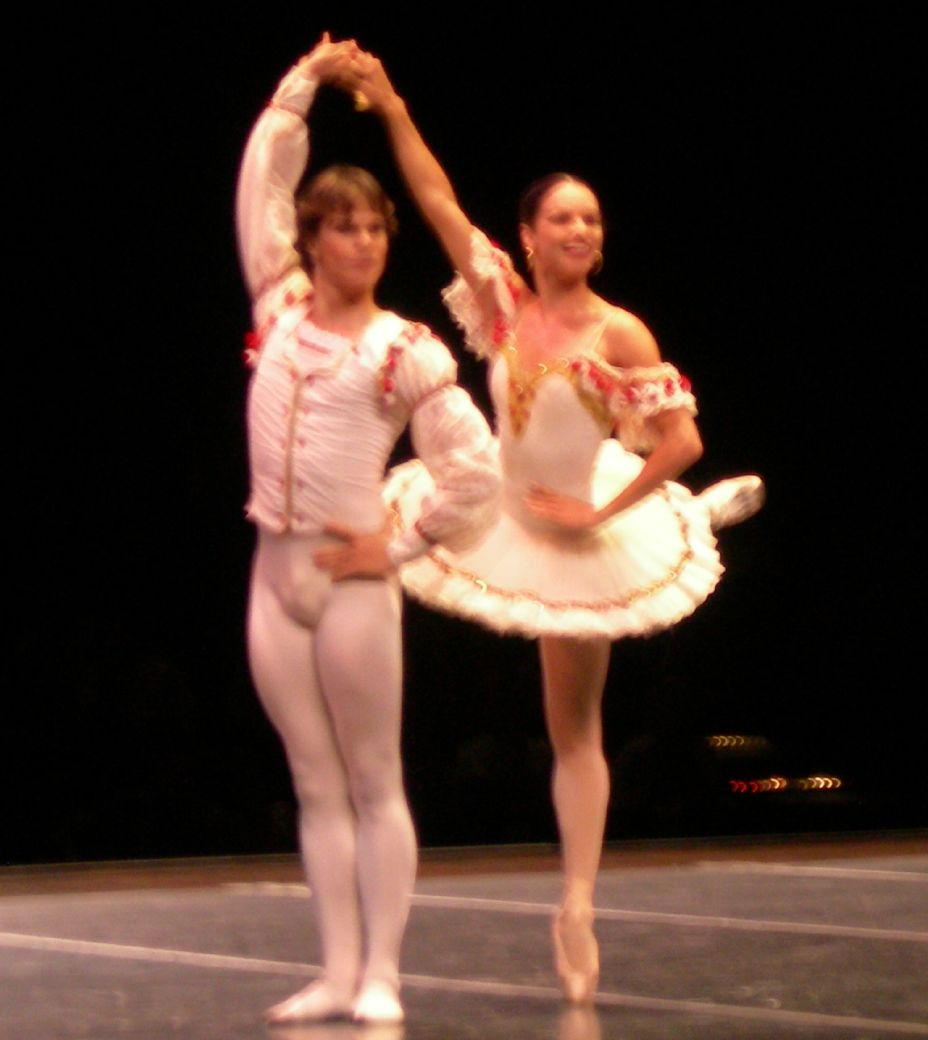
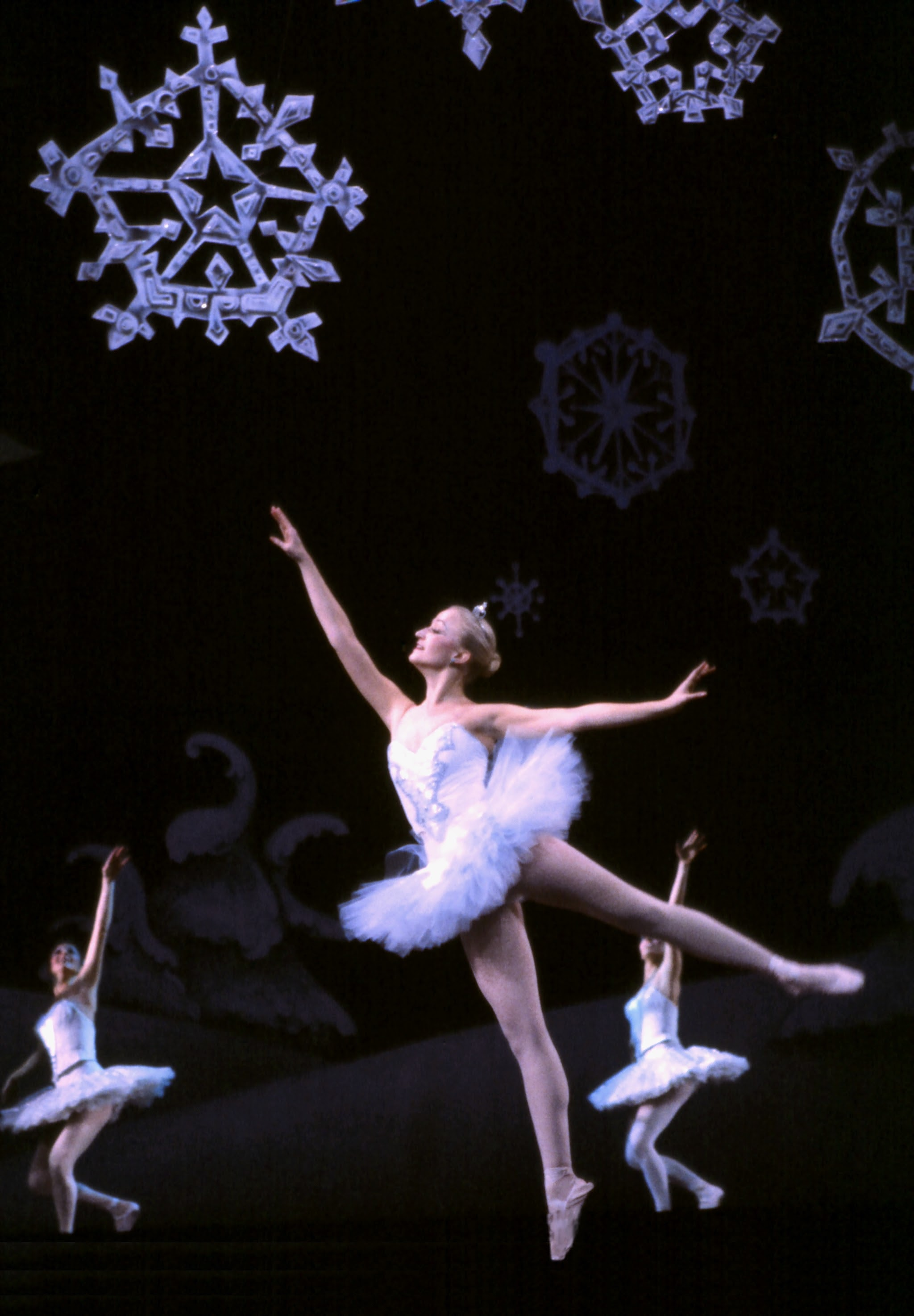
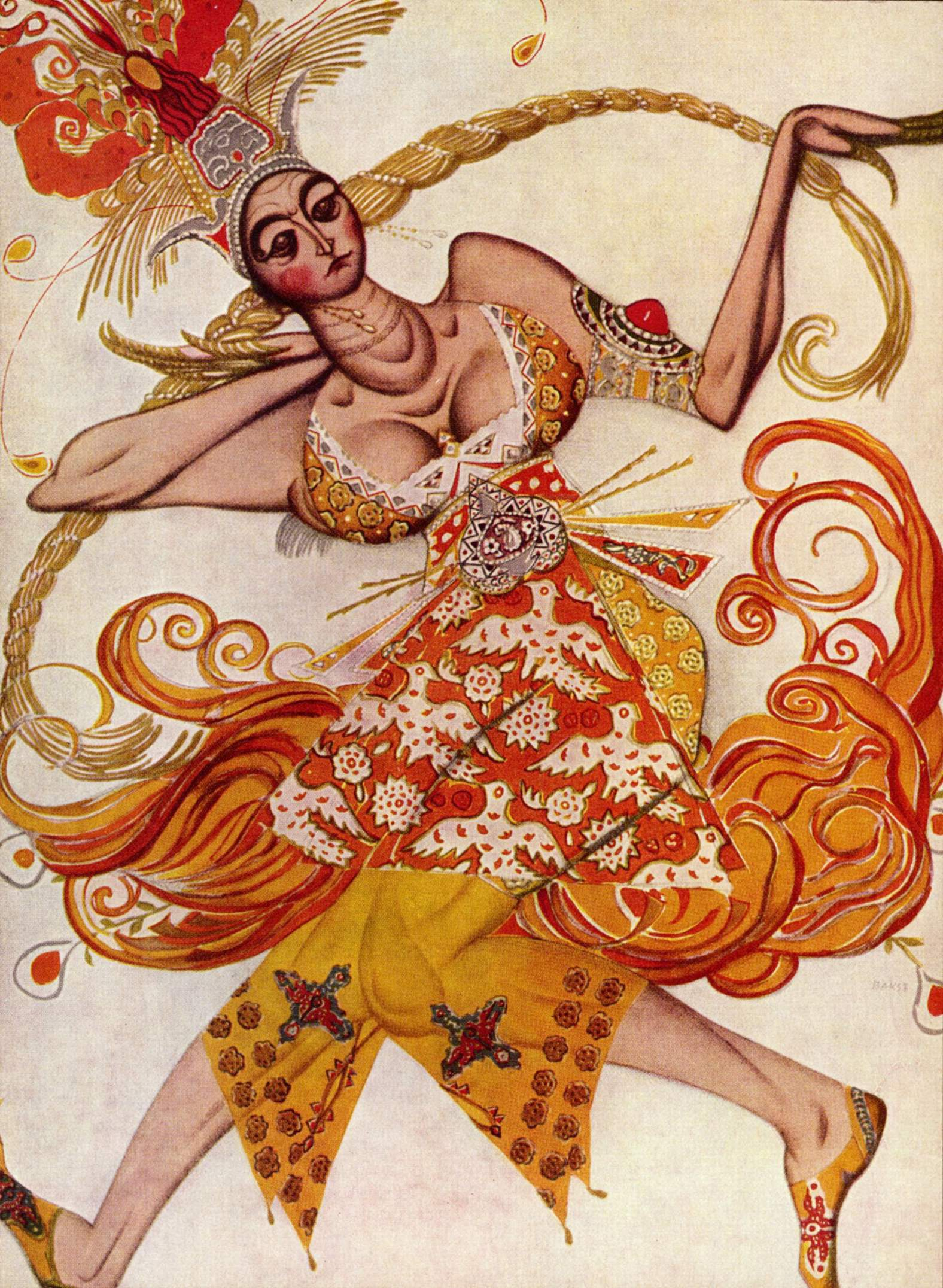
پرنده آتشین باله و یک قطعهٔ ارکستری اثر ایگور استراوینسکی